# Benfica do Ribatejo
Benfica do Ribatejo é uma vila portuguesa sede da Freguesia de Benfica do Ribatejo do Município de Almeirim, freguesia com 29,27 km² de área e 2795 habitantes (censo de 2021), tendo, assim, uma densidade populacional de 95,5 hab./km².
Limita com o Município de Salvaterra de Magos. Está ligada ao concelho (atual município) de Almeirim desde 1836, saindo então da jurisdição do concelho de Santarém.
A povoação de Benfica do Ribatejo foi elevada à categoria de vila em 1995.

## Demografia
A população registada nos censos foi:
Nota: Nos anos de 1911 e 1920 tinha anexada a freguesia de Raposa. Pelo decreto nº 15-006, de 07/02/1928 foram desanexadas e passaram a constituir freguesias distintas.
| Distribuição da População por Grupos Etários | Distribuição da População por Grupos Etários | Distribuição da População por Grupos Etários | Distribuição da População por Grupos Etários | Distribuição da População por Grupos Etários |
| -------------------------------------------- | -------------------------------------------- | -------------------------------------------- | -------------------------------------------- | -------------------------------------------- |
| Ano                                          | 0-14 Anos                                    | 15-24 Anos                                   | 25-64 Anos                                   | > 65 Anos                                    |
| 2001                                         | 392                                          | 385                                          | 1652                                         | 688                                          |
| 2011                                         | 415                                          | 258                                          | 1585                                         | 809                                          |
| 2021                                         | 321                                          | 272                                          | 1338                                         | 864                                          |

## Património
- Tetos de duas salas do Palácio de Landal